# 대한민국 상법 제35조
대한민국 상법 제35조는 지점소재지에서의 등기에 대한 상법총칙의 조문이다.

## 조문
제35조 (지점소재지에서의 등기) 본점의 소재지에서 등기할 사항은 다른 규정이 없으면 지점의 소재지에서도 등기하여야 한다.